# Спектроскопия
Спектроскопията, също и спектрален анализ, е метод за изследване на веществото, при който на анализ се подлагат лъчи, звуци или частици, изпуснати, погълнати, отразени или взаимодействали по друг начин с изследвания обект. Спектроскопските методи намират широко приложение във физикохимията и аналитичната химия за идентифициране на веществата чрез спектъра, който изпускат или поглъщат. Съвременната дефиниция е разширена и обхваща и изучаването на взаимодействията между частици като електрони, протони и йони, както и други частици като функция на енергията на сблъскване. Спектралният анализ е много важен за развитието на фундаменталните физически теории, например квантовата механика, специалната и общата теория на относителността и квантовата електродинамика. Спектроскопията на сблъсъци между частици с високи енергии е ключова за разбирането за електромагнитното взаимодействие и за ядрените сили (силно и слабо ядрено взаимодействие).
Методите на спектроскопията намират приложение на практика в почти всички области на науката и техниката. Например магнитно-резонансната томография е основана на физичното явление ядрен магнитен резонанс, което се наблюдава при радиочестотна спектроскопия в магнитно поле. Микровълнова спектроскопия е използвана за откриване на реликтовото излъчване, остатък от Големия взрив. В ускорителите на частици със спектроскопски техники се изследва вътрешната структура на протона и неутрона. Чрез оптична, радио- и рентгенова спектроскопия се изучава съставът на далечни звезди, на отделни молекули в галактиките и дори първичното разпределение на химичните елементи преди образуването на първите звезди. Оптичната спектроскопия се прилага рутинно за определяне на химичния състав на веществото и физическата структура.

## Видове спектроскопия
Спектроскопските методи могат да се класифицират според обекта на изследване и според типа на лъчението, което се регистрира или изчислява по време на процеса на измерване.
- Според обекта на изследване: атомна спектроскопия, молекулна спектроскопия, мас-спектроскопия, ядрена спектроскопия и др.

- Според типа на лъчението, което се подлага на анализ: електромагнитна спектроскопия (тя се дели на свой ред според дължината на вълната на спектроскопия с микровълни, с радиовълни, инфрачервена спектроскопия, оптична спектроскопия, ултравиолетови лъчи, рентгенови лъчи, гама-лъчи), а също така и с не-електромагнитно излъчване като звукови вълни, електрони, йони и др.

## Оптична спектроскопия и изследване на веществата
Оптичната спектроскопия изследва взаимодействието между светлината и веществата. Исторически тя е възникнала, когато за изследване на структурата на веществото е била използвана светлина от видимия спектър, но впоследствие започват да се прилагат и ултравиолетовият и инфрачервения диапазони от електромагнитния спектър (т.е. от около 180 нанометра до 100 микрометра). Известни са различни спектрални методи за изследване, но в основата на всички е един и същи принцип: при дадени условия атомите, молекулите и йоните са способни да поглъщат или да отделят определен вид енергия. Обикновено това е електромагнитно излъчване. При това веществата преминават от едно енергетично състояние в друго. Енергетичната промяна е свързана с честотата на електромагнитното излъчване с уравнението: {\displaystyle E=h{\nu }}. Спектрите представляват зависимост на интензитета на поглъщане или излъчване (на ординатната ос) от енергията (на абсцисната ос). Вместо енергия често се използва дължината на вълната на лъчението {\displaystyle {\lambda }}, честотата {\displaystyle {\nu }} или вълновото число {\displaystyle {\tilde {\nu }}},които величини са свързани с простите съотношения {\displaystyle {\tilde {\nu }}\;=\;{\frac {1}{\lambda }}}, {\displaystyle {\nu }\;=\;{\frac {c}{\lambda }}}; {\displaystyle {\nu }\;=\;c{\tilde {\nu }}}, където c е скоростта на светлината във вакуум.
С този метод е получена значителна информация за строежа на веществата на атомно и молекулно ниво, защото повечето от структурно организираната материя (над атомно ниво) взаимодействува резонансно с електромагнитното поле именно в оптическия диапазон честоти. Затова именно този вид спектроскопия днес широко се прилага за получаване на информация за веществото. Взаимодействието на лъчението с веществото се определя от неговите оптични свойства (диелектрична проницаемост, коефициент на поглъщане, коефициент на отражение, коефициент на пречупване, излъчвателна способност, луминесценция, разсейване и др.)
Със същите методи се изучава и близкият порядък в структурата на веществата, като координационно число, симетрия на молекулите, дефекти в кристалната решетка, присъствие на примеси и т.н.

### Качествен спектрален анализ
В основата на качествения спектрален анализ е откритието на Густав Кирхоф от 1859 г., че всеки химичен елемент има свой характерен спектър на излъчване, затова по линейния спектър на парите на някакво вещество може да се установи какви химически елементи влизат в състава му.

### Количествен спектрален анализ
В днешно време са разработени и широко се използват методите на количествения спектрален анализ, позволяващ по интензитета на светене на спектралните линии на химичния елемент да се определи неговото процентно съдържание в изследвания образец.